# Helperlinie

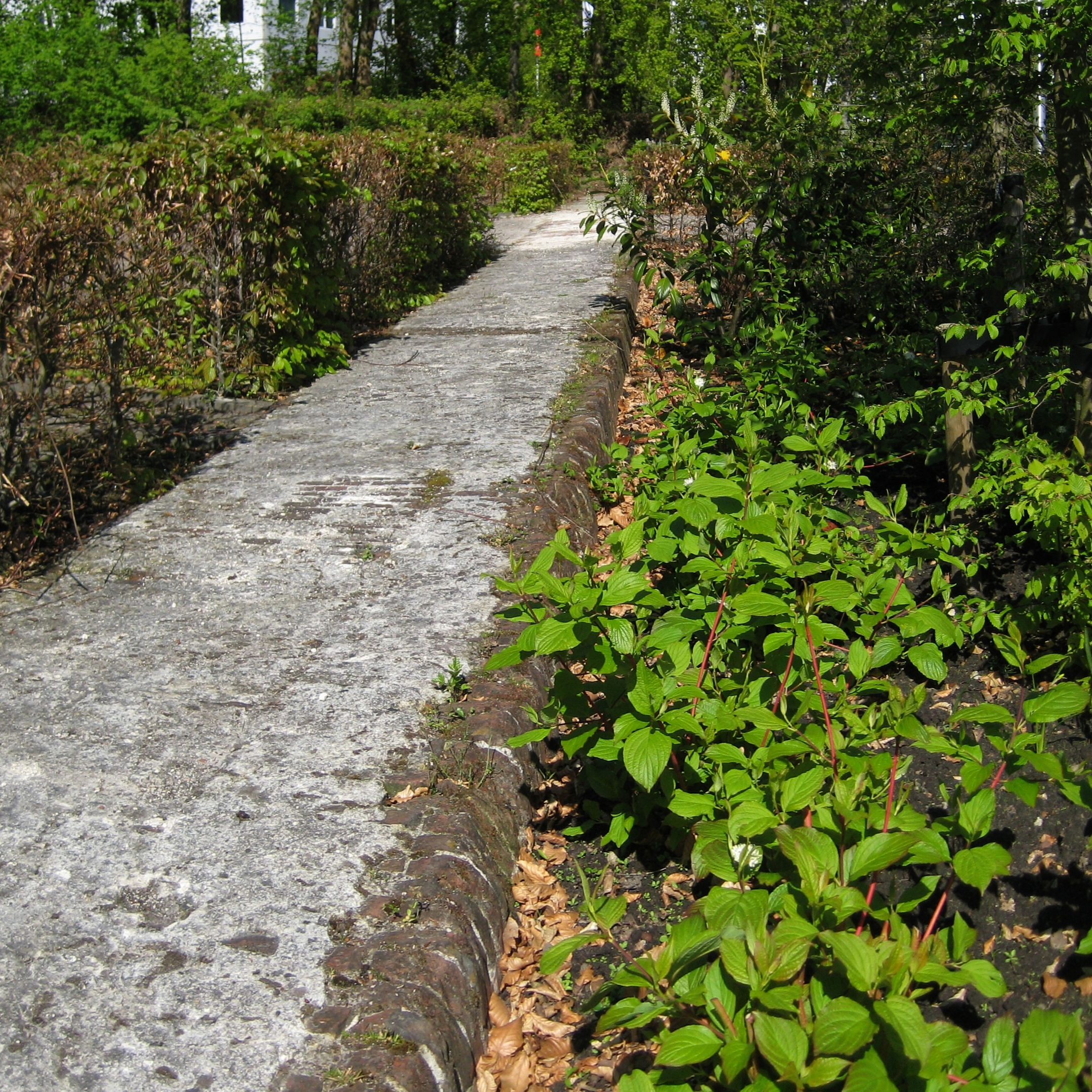
Overblijfselen van de vestingmuur van de Helperlinie in 2010. Het metselwerk, dat inmiddels deel uitmaakt van het parkeerterrein van een school aan de Hereweg, dateert uit ca. 1855, toen de linie werd verbeterd.

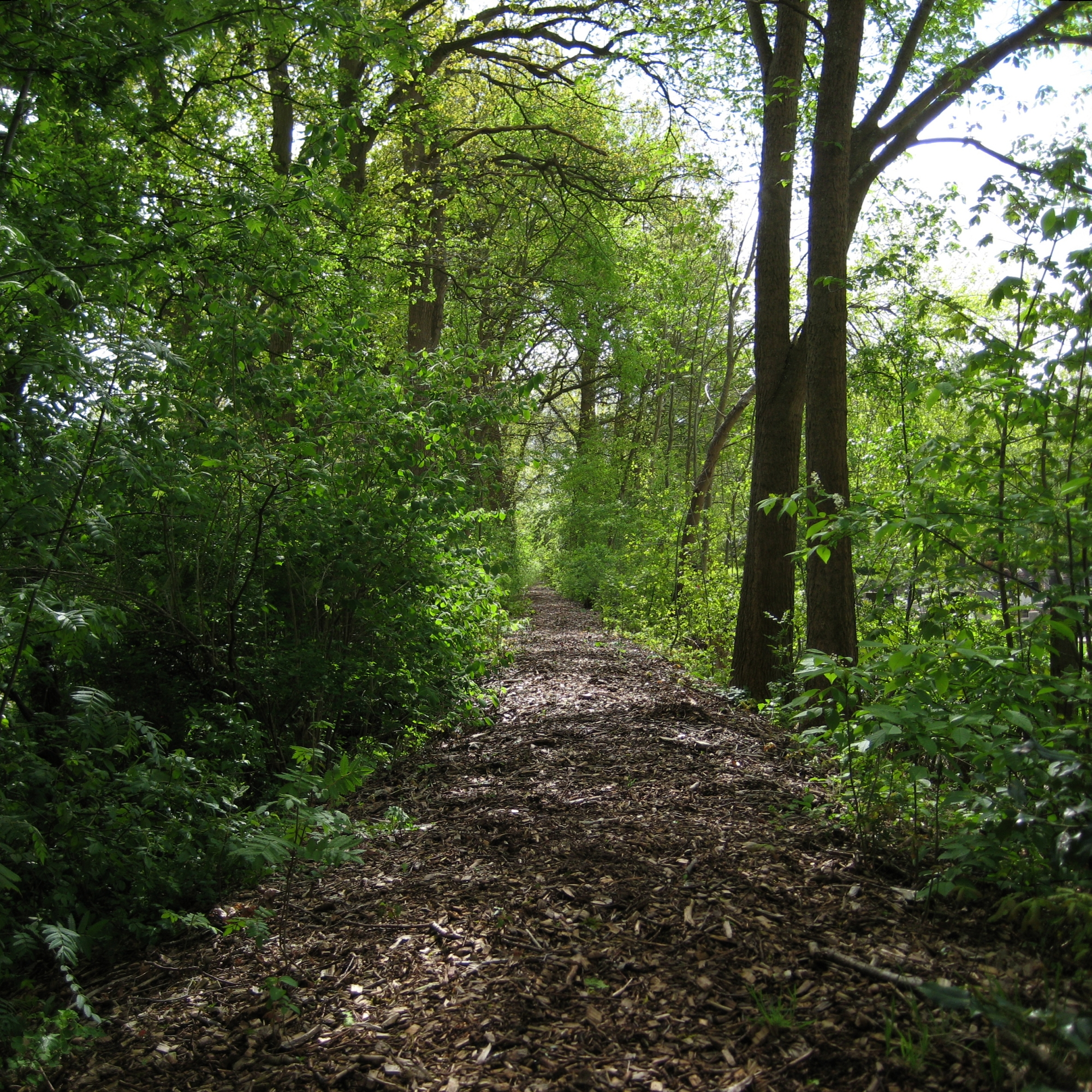
Resten van de plongee van de noordelijke vestingwal in 2010. Achter de bomen rechts ligt, enkele meters lager, het Rooms-Katholieke kerkhof.

De Helperlinie of Linie van Helpman was een verdedigingslinie ten zuiden van de stad Groningen net ten noorden van het toenmalige dorp Helpman en werd rond 1700 aangelegd als extra bescherming van de stad voor aanvallen vanuit het zuiden. Het strekte zich uit van het Hoornsediep in het westen tot het Winschoterdiep in het oosten.
Na de belegering van Bernhard von Galen, de Bisschop van Münster in 1672 werd de kwetsbaarheid van de stad duidelijk en ontstond het plan voor een zuidelijker gelegen verdedigingslinie. De linie bestond uit een serie van bastions, redoutes en bolwerken met ervoor een 'droge' gracht en een 'natte' horizont.
Het graven van de gracht van de Helperlinie begon in 1695. Het uiteindelijke ontwerp voor de linie werd in 1698 gemaakt door Menno van Coehoorn (1641-1704) volgens de principes van het Nieuw Nederlands Vestingstelsel. De linie lag ten zuiden van het Sterrebos en ten noorden van Helpman en de natte brug over de Hereweg. Er werd ook een tweede waterlinie gegraven, de Griffelinie ten zuiden van de stadsgrachten en ten noorden van de Helperlinie. Het werk daaraan werd in 1698 echter alweer gestaakt in verband met de aanleg van de meer strategisch gelegen Helperlinie.
Tussen 1786 en 1806 werd het Helperdiep(je) gegraven als uitbreiding van de linie naar het zuiden en werd de natte brug gelegd. De linie lag echter in een gebied dat steeds populairder werd voor de Stadjers. In 1767 vaardigde het stadsbestuur nog een jachtverbod uit voor het gebied tussen de stadswallen en de linie. Begin 19e eeuw was de militaire functie echter al dusdanig weggegleden dat oorlogsminister List toestemming verleende tot de bouw van een vijftal huizen in dit gebied. In dezelfde periode (1843-1852) werd in de gracht zelfs een badinrichting aangelegd voor militairen.
Na de inwerkingtreding van de Vestingwet in 1874, werd in 1878 begonnen met het slechten van de linie. Omdat de grond waarop de Helperlinie werd aangelegd bezit van de Staten-Generaal was (later van het Rijk), werden na de opheffing van de vesting leger- en rijksinstellingen zoals de Rabenhauptkazerne, de gevangenis (later de Van Mesdagkliniek), het Huis van Bewaring en de Rijkskantoorgebouwen op en rond de voormalige Helperlinie gebouwd. Ook werd het Sterrebos uitgebreid naar het zuiden.
De loop van de linie is nog steeds goed herkenbaar in de kavels en waterlopen ten zuiden van het oudere deel van Groningen. Ook zijn er nog enkele delen van de voormalige vestingwallen en -muren over. De gemeente richt zich op het behoud van deze sporen in het stedelijke landschap en heeft de restanten van de Helperlinie tot archeologisch gemeentelijk monument verklaard.

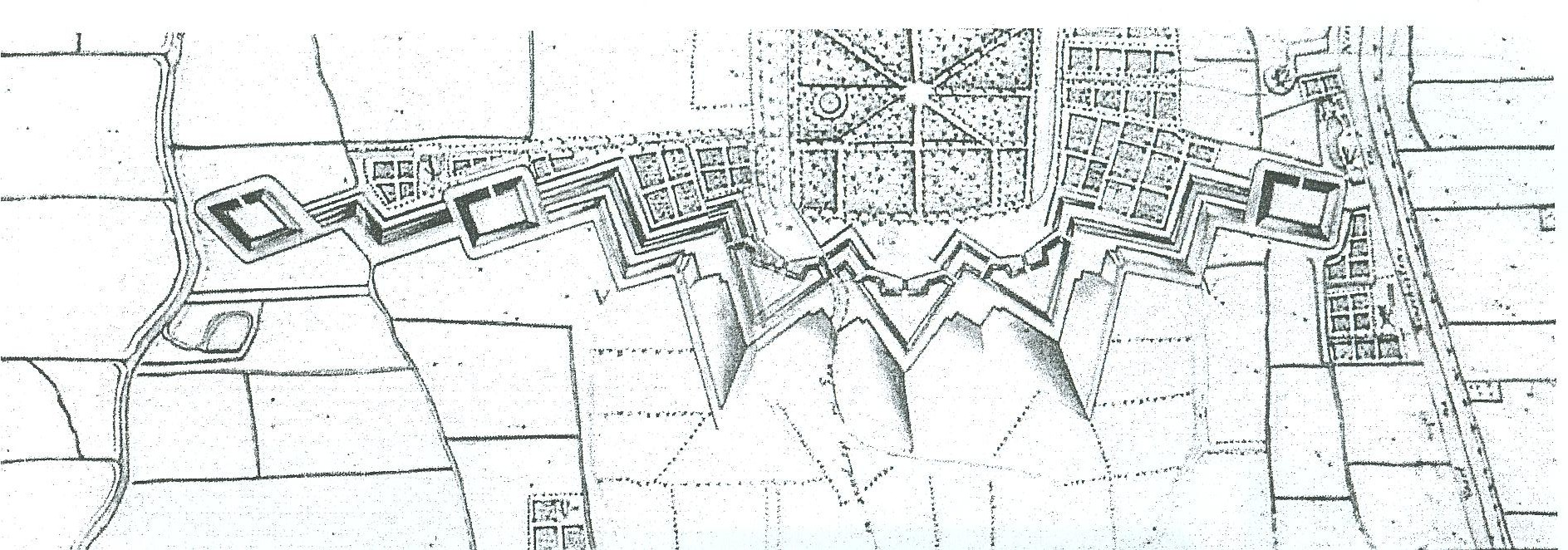
De Helperlinie op een kaart uit 1700
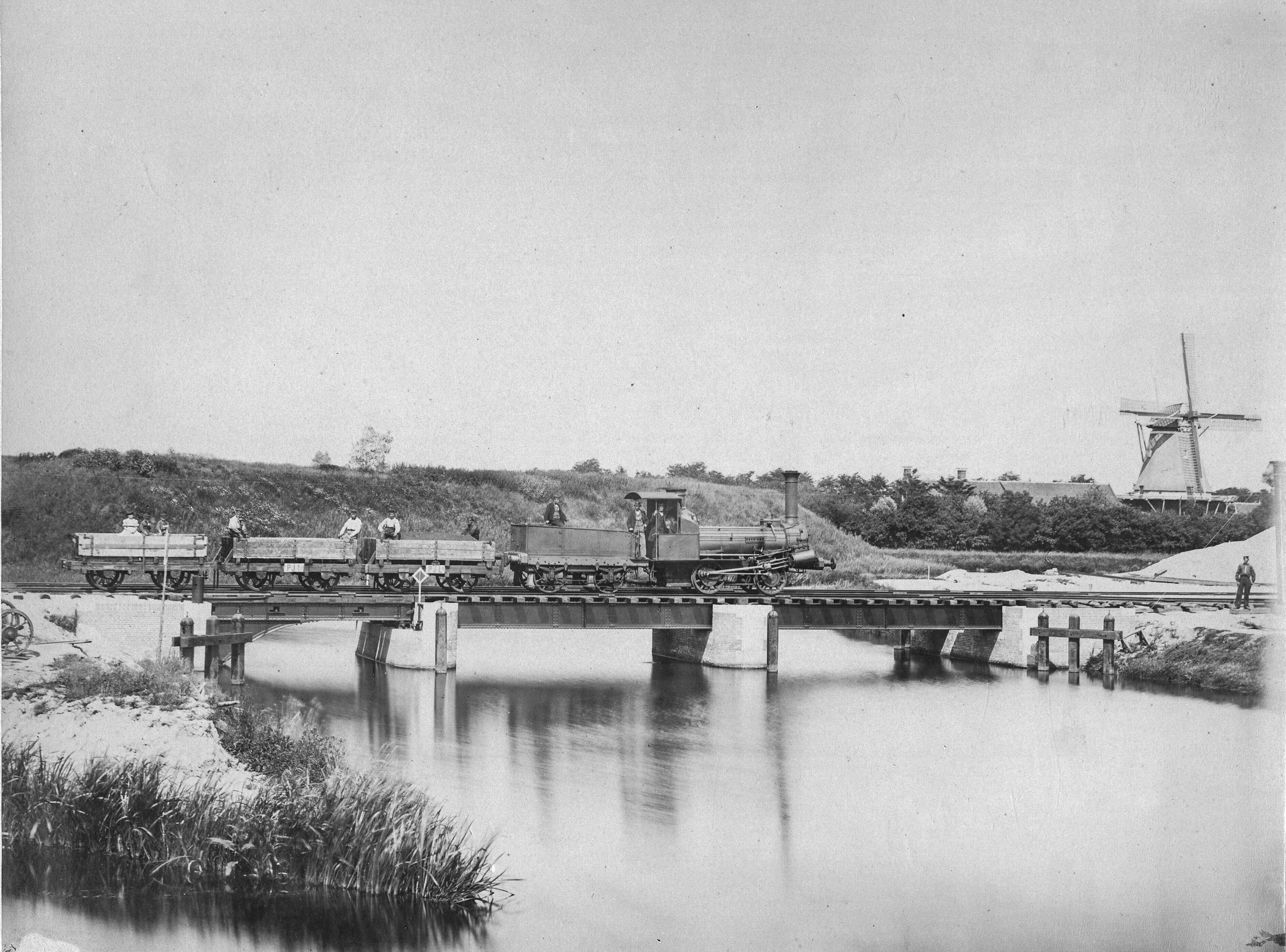
Een werktrein rijdt over een kraanbrug over de gracht van de linie bij de oostelijke redoute, gezien vanaf het Sterrebos. Op de achtergrond een van de lunetten of forten (1868)